# Seo Myung-joon
Seo Myung-joon (15 giugno 1992) è uno sciatore freestyle sudcoreano, specialista nelle gobbe.

## Biografia
In Coppa del Mondo ha esordito l'8 gennaio 2010 a Calgary (45ª).
Nel 2018 ha preso parte ai XXIII Giochi olimpici invernali a Pyeongchang venendo eliminato nelle qualificazioni e concludendo in ventottesima posizione nella gara di gobbe.

## Palmarès

### Coppa del Mondo
- Miglior piazzamento in classifica generale: 16ª nel 2016.